# 히토쓰바시 그룹
히토쓰바시 그룹(一ツ橋グループ 히토쓰바시 그루푸[*])은 쇼가쿠칸과 슈에이샤를 중심으로 하는 일본의 기업집단이다. 이름은 쇼가쿠칸과 슈에이사의 본사가 있는 도쿄도 지요다구 히토쓰바시에서 유래했으며, 히토쓰바시 대학과는 관계가 없다.

## 계열사
- 쇼가쿠칸
- 슈에이샤
- 쇼덴샤
- 홈샤 (슈에이샤의 자회사)
- 하쿠센샤 (슈에이샤에서 분리)
- 쇼비샤 (創美社, 슈에이샤에서 분리)
- 쇼린샤 (照林社, 의료 및 간호 관련 출판사)
- 쇼가쿠칸 프로덕션
- 쇼가쿠칸 스퀘어
- 프레지던트샤
- 쇼가쿠토쇼 (尚学図書, 고등학교용 교과서 전문)
- 쇼와토쇼 (昭和図書, 히토쓰바시 그룹의 물류회사)